# رحلة إلى حافة الكون
رحلة إلى حافة الكون (بالإنجليزية: Journey to the Edge of the Universe)‏ هو فيلم وثائقي تم بثه على قناة ناشونال جيوجرافيك وقناة ديسكفري، وهو يوثق رحلة من الأرض إلى حافة الكون، النسخة الأمريكية يرويها أليك بالدوين أما النسخة الإنجليزية فيرويها شون بيرتوي، عُرض في 7 ديسمبر 2008.

## وصلات خارجية
- رحلة إلى حافة الكون على موقع IMDb (الإنجليزية)
- رحلة إلى حافة الكون على موقع نتفليكس (الإنجليزية)
- رحلة إلى حافة الكون على موقع فيلمافينيتي (الإسبانية)
- رحلة إلى حافة الكون على موقع قاعدة بيانات الفيلم (الإنجليزية)
- رحلة إلى حافة الكون على موقع ليتربوكسد (الإنجليزية)
- رحلة إلى حافة الكون على موقع كينوبويسك (الروسية)
- http://channel.nationalgeographic.com/channel/content/journey-edge-universe/interactive/
- http://natgeotv.com/asia/journey-to-the-edge-of-the-universe/videos/journey-to-the-edge-of-the-universe-video